# Arrunte Tarquinio (hijo de Demarato)
Arrunte Tarquinio, Arunte Tarquinio o Arrunta Tarquinio (en latín, Arruns Tarquinius) era el hijo menor del príncipe etrusco Demarato de Corinto, quien había emigrado a la ciudad etrusca de Tarquinia en el siglo VII a. C.
Murió poco antes que su padre, dejando a su esposa embarazada. Cuando Demarato murió, legó todas sus propiedades a su segundo hijo, Lucumón, dejando en la miseria a su nieto, también llamado Arrunte, por lo que nació en la pobreza, aunque Demarato había sido rico. El niño pasó a llamarse Egerio (Egerius), que significa "el necesitado".
El hijo mayor de Demarato, Lucio, emigró a Roma, donde después de diversas vicisitudes, finalmente ascendería al trono como Lucio Tarquinio Prisco.
Después de someter a la ciudad latina de Colacia, Tarquino puso a su sobrino a cargo de la guarnición romana allí establecida. Egerio fue el padre de Lucio Tarquinio Colatino, uno de los primeros cónsules romanos en el 509 a. C.